# 嘉善县第一人民医院
嘉善县第一人民医院始建于1912年，是嘉善县地区最大的综合性医院。医院先后获国家级“爱婴医院”、浙江省 “平安医院”“绿色医院”“健康促进医院”、嘉兴市“文明单位”“十佳医院”“公立医院综合改革先进单位”等称号。
2020年6月，与浙大二院建立医疗协作，挂牌浙大二院嘉善分院（全称浙江大学医学院附属第二医院嘉善分院）。
医院整体搬迁到嘉善县新城区后，整个项目分三期建设进行，二期未完成时，一期病房常常住满，如今二期病房已完工，三期健康护理中心也已开工。